# Waltraud Schoppe

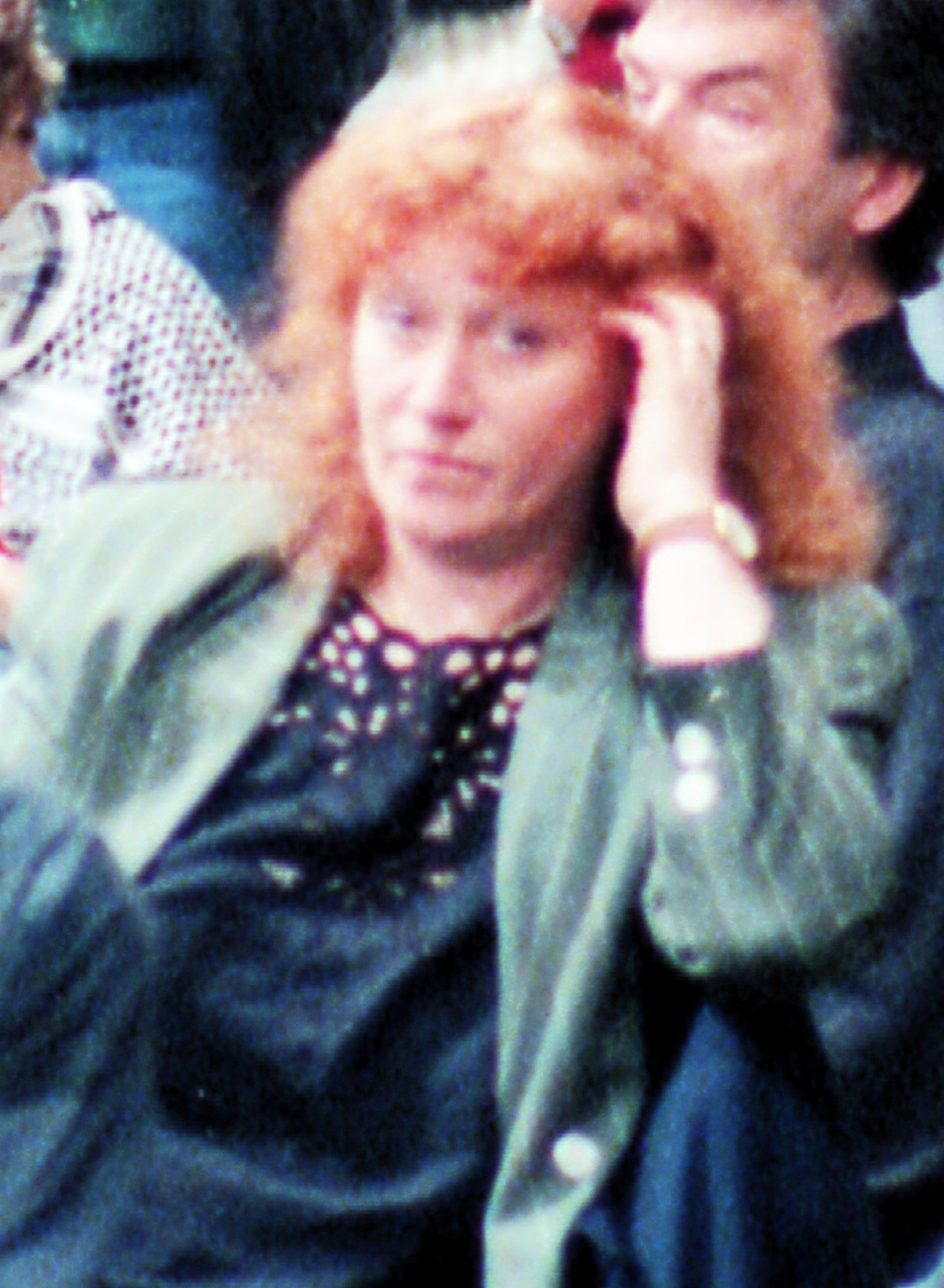
Schoppe auf dem Parteitag der Grünen 1989 in Duisburg

Waltraud Schoppe geborene Sobanek (* 27. Juni 1942 in Bremen-Aumund) ist eine ehemalige deutsche Politikerin (Bündnis 90/Die Grünen). Das Gründungsmitglied der Partei Die Grünen war von 1983 bis 1985, von 1987 bis 1990 und von 1994 bis 1998 Mitglied des Deutschen Bundestages und in diesen Zeiten mehrmals Sprecherin der Grünen-Fraktion. Von 1990 bis 1994 war sie Frauenministerin des Landes Niedersachsen.

## Ausbildung, Beruf und Familie
Nach einer Ausbildung zur Erzieherin absolvierte Waltraud Sobanek das Abitur und ein Studium der Germanistik und der Geschichte für das höhere Lehramt. Sie unterrichtete als Referendarin, widmete sich dann aber ganz der Politik. Von 1985 bis 1987 war sie wissenschaftliche Mitarbeiterin der Grünen-Bundestagsfraktion.
Waltraud Schoppe ist verheiratet und hat zwei Kinder.

## Politik
Schoppe begann ihr politisches Engagement mit dem Einsatz für einen Kinderladen, den der Bremische Senat schließen wollte, in Bürgerinitiativen gegen Atomkraft und Frauengruppen. Sie gehörte zu den Gründungsmitgliedern der Partei Die Grünen im Kreis Diepholz. Bei der Bundestagswahl 1983 zogen Die Grünen, und mit ihnen Schoppe, erstmals in den Deutschen Bundestag ein. Am 5. Mai 1983 bewirkte sie mit ihrer ersten Rede zum § 218 Strafgesetzbuch im Bundestag, in der sie eine Bestrafung bei Vergewaltigung in der Ehe forderte, eine Umwälzung der politischen Gesellschaftskultur. Von 1984 bis 1985 war sie eine der drei Sprecherinnen der Grünen-Bundestagsfraktion. Aufgrund des Rotationsprinzips in ihrer Fraktion schied sie am 31. März 1985 aus dem Bundestag aus.
Von 1987 bis 1990 gehörte sie erneut dem Deutschen Bundestag an und war in dieser Zeit von 1987 bis 1988 sowie im Jahr 1990 wieder Sprecherin der Grünen-Fraktion, bis sie am 21. Juni 1990 aus dem Bundestag ausschied. Von 1994 bis 1998 war sie ein drittes Mal Mitglied des Deutschen Bundestages.
Von 1990 bis 1994 war sie niedersächsische Frauenministerin in der rot-grünen Koalition unter Ministerpräsident Gerhard Schröder (siehe auch Kabinett Schröder I (Niedersachsen)). Nachdem die SPD bei der Landtagswahl 1994 die absolute Mehrheit errungen hatte, schied sie aus diesem Amt aus.

## Dokumentarfilm
Im Dokumentarfilm Die Unbeugsamen (2021) ist Waltraud Schoppe in historischen Aufnahmen zu sehen, darunter ein Teil ihrer ersten Rede vom 5. Mai 1983, die heute als wichtiger Moment innerhalb der Frauenbewegung gilt, und die Reaktionen im Bonner Bundestag sowie Interviews, die sie nach ihrer Rede gegeben hat.

## Publikationen (Auswahl)
- Waltraud Schoppe: Das Patriarchat muß fallen! In: EMMA, Heft 12, 21, 1985.
- Waltraud Schoppe: Über § 218 und „fahrlässige Penetration“: Rede im Deutschen Bundestag am 5. Mai 1983. In: Marielouise Janssen-Jurreit (Hrsg.): Frauen und Sexualmoral, Fischer Taschenbuch-Verlag, Frankfurt am Main 1986, S. 400–405.
- Waltraud Schoppe: Wie feministisch sind grüne Perspektiven? In: EMMA, Heft 6, 19, 1988.